# Ryan Bader
Ryan Bader, né le 7 juin 1983 à Reno dans le Nevada, est un pratiquant américain d'arts martiaux mixtes (MMA). Après une bonne carrière de lutteur amateur, Ryan Bader commence les arts martiaux mixtes. Au lycée il gagne deux fois le championnat des États-Unis. Dans son université d'Arizona, il côtoie l'ancien champion des poids lourds de l'UFC Cain Velasquez.
En 2008, il remporte la 8e saison de la série télévisée et compétition The Ultimate Fighter et continue son parcours dans les MMA au sein de la catégorie des poids mi-lours de l'Ultimate Fighting Championship (UFC) jusqu'en 2016. Il intègre ensuite les effectifs du Bellator MMA.

## Parcours en arts martiaux mixtes

### The Ultimate Fighter
Ryan Bader participe à la saison 8 de la série The Ultimate Fighter. Sélectionné dans l'équipe dirigée par Antônio Rodrigo Nogueira, il remporte la finale des poids mi-lourds face à Vinny Magalhães.

### Ultimate Fighting Championship
En tant que vainqueur de The Ultimate Fighter, Ryan Bader remporte un contrat avec l'UFC. Il débute lors de l'UFC Fight Night 18 face à Carmelo Marrero. Il remporte ce match par décision unanime.
Il revient ensuite lors de l'UFC 104 pour affronter Eric Schafer. Il remporte à nouveau le combat par décision unanime.
À l'UFC 110, il fait face à Keith Jardine. Il gagne le match en mettant KO son adversaire dans le troisième et dernier round.
Lors de l'UFC 119, il est opposé à Antônio Rogério Nogueira, un combattant de son niveau. Au terme d'une lutte acharnée, il remporte le combat par décision unanime.
Le 7 décembre 2013, il affronte Anthony Perosh lors de l'UFC Fight Night 33 en Australie. Bader domine son adversaire lors des trois rounds et s'octroie la victoire par décision unanime.

## Vie personnelle
Ryan Bader s'est marié en octobre 2010.

## Palmarès en arts martiaux mixtes
| 40 combats     | 31 victoires | 8 défaites |
| Par KO         | 13           | 6          |
| Par soumission | 3            | 2          |
| Sur décision   | 15           | 0          |
| Sans décision  | 1            | 1          |

| Résultat      | Record   | Adversaire               | Méthode                                 | Événement                                               | Date              | Round | Temps | Lieu                                           | Notes                                                                                                   |
| ------------- | -------- | ------------------------ | --------------------------------------- | ------------------------------------------------------- | ----------------- | ----- | ----- | ---------------------------------------------- | --- |
| Défaite       | 31-8 (1) | Renan Ferreira           | TKO (poing)                             | PFL vs. Bellator                                        | 24 février 2023   | 1     | 0:21  | Riyad, Arabie Saoudite                         | Pour le "PFL vs. Bellator Champion of Champions" Championnat du monde des poids lourds de Super Fights. |
| Victoire      | 31-7 (1) | Fedor Emelianenko        | TKO (poing)                             | Bellator 290                                            | 4 février 2023    | 1     | 2:30  | Inglewood, Californie, États-Unis              | A défendu le titre de champion du monde poids lourds de Bellator.                                       |
| Victoire      | 30-7 (1) | Cheick Kongo             | Décision unanime                        | Bellator 280 - Bader vs. Kongo 2                        | 6 mai 2022        | 5     | 5:00  | Paris, France                                  | |
| Victoire      | 29-7 (1) | Valentin Moldavsky       | Décision unanime                        | Bellator 273 - Bader vs. Moldavsky                      | 29 janvier 2022   | 5     | 5:00  | Phoenix, Arizona, États-Unis                   | |
| Défaite       | 28-7 (1) | Corey Anderson           | TKO (coups de poing)                    | Bellator 268 - Nemkov vs. Anglickas                     | 16 octobre 2021   | 1     | 0:51  | Phoenix, Arizona, États-Unis                   | |
| Victoire      | 28-6 (1) | Lyoto Machida            | Décision unanime                        | Bellator 256 - Bader vs. Machida 2                      | 9 avril 2021      | 5     | 5:00  | Uncasville, Connecticut, États-Unis            | |
| Défaite       | 27-6 (1) | Vadim Nemkov             | TKO (coups de poing)                    | Bellator 244 - Bader vs. Nemkov                         | 21 août 2020      | 2     | 3:02  | Uncasville, Connecticut, États-Unis            | |
| Sans décision | 27-5 (1) | Cheick Kongo             | No Contest (coup accidentel à l'œil)    | Bellator 226 - Bader vs. Kongo                          | 7 septembre 2019  | 1     | 3:52  | San José, Californie, États-Unis               | |
| Victoire      | 27-5     | Fedor Emelianenko        | TKO (coups de poing)                    | Bellator 214 - Fedor vs. Bader                          | 26 janvier 2019   | 1     | 0:35  | Inglewood, Californie, États-Unis              | |
| Victoire      | 26-5     | Matt Mitrione            | Décision unanime                        | Bellator 207 - Mitrione vs. Bader                       | 12 octobre 2018   | 3     | 5:00  | Uncasville, Connecticut, États-Unis            | |
| Victoire      | 25-5     | Muhammed Lawal           | TKO (coups de poing)                    | Bellator 199 - Bader vs. King Mo                        | 12 mai 2018       | 1     | 0:15  | San José, Californie, États-Unis               | |
| Victoire      | 24-5     | Linton Vassell           | TKO (coups de poing)                    | Bellator 186 - Bader vs. Vassell                        | 3 novembre 2017   | 2     | 3:58  | University Park (en), Pennsylvanie, États-Unis | |
| Victoire      | 23-5     | Phil Davis               | Décision partagée                       | Bellator 180 - Sonnen vs. Silva                         | 24 juin 2017      | 5     | 5:00  | New York, États-Unis                           | |
| Victoire      | 22-5     | Antônio Rogério Nogueira | TKO (coups de poing)                    | UFC Fight Night: Bader vs. Nogueira II                  | 19 novembre 2016  | 3     | 3:51  | São Paulo, Brésil                              | |
| Victoire      | 21-5     | Ilir Latifi              | KO (coup de genou)                      | UFC Fight Night: Arlovski vs. Barnett                   | 3 septembre 2016  | 2     | 2:06  | Hambourg, Allemagne                            | Performance de la soirée.                                                                               |
| Défaite       | 20-5     | Anthony Johnson          | KO (coups de poing)                     | UFC on Fox: Johnson vs. Bader                           | 30 janvier 2016   | 1     | 1:26  | Newark, New Jersey, États-Unis                 | |
| Victoire      | 20-4     | Rashad Evans             | Décision unanime                        | UFC 192: Cormier vs. Gustafsson                         | 3 octobre 2015    | 3     | 5:00  | Houston, Texas, États-Unis                     | |
| Victoire      | 19-4     | Phil Davis               | Décision unanime                        | UFC on Fox: Gustafsson vs. Johnson                      | 24 janvier 2015   | 3     | 5:00  | Stockholm, Suède                               | |
| Victoire      | 18-4     | Ovince Saint Preux       | Décision unanime                        | UFC Fight Night: Bader vs. St. Preux                    | 16 août 2014      | 5     | 5:00  | Bangor, Maine, États-Unis                      | |
| Victoire      | 17-4     | Rafael Cavalcante        | Décision unanime                        | UFC 174: Johnson vs. Bagautinov                         | 14 juin 2014      | 3     | 5:00  | Vancouver, Colombie Britannique, Canada        | |
| Victoire      | 16-4     | Anthony Perosh           | Décision unanime                        | UFC Fight Night: Hunt vs. Bigfoot                       | 7 décembre 2013   | 3     | 5:00  | Brisbane, Australie                            | |
| Défaite       | 15-4     | Glover Teixeira          | TKO (coups de poing)                    | UFC Fight Night: Teixeira vs. Bader                     | 4 septembre 2013  | 1     | 2:55  | Belo Horizonte, Brésil                         | |
| Victoire      | 15-3     | Vladimir Matyushenko     | Soumission (étranglement en guillotine) | UFC on Fox: Johnson vs. Dodson                          | 26 janvier 2013   | 1     | 0:50  | Chicago, Illinois, États-Unis                  | Soumission de la soirée.                                                                                |
| Défaite       | 14-3     | Lyoto Machida            | KO (coups de poing)                     | UFC on Fox: Shogun vs. Vera                             | 4 août 2012       | 2     | 1:32  | Los Angeles, Californie, États-Unis            | |
| Victoire      | 14-2     | Quinton Jackson          | Décision unanime                        | UFC 144: Edgar vs. Henderson                            | 26 février 2012   | 3     | 5:00  | Saitama, Japon                                 | Jackson échoue à la pesée. Combat en poids intermédiaire : 211 lb (96 kg).                              |
| Victoire      | 13-2     | Jason Brilz              | KO (coup de poing)                      | UFC 139: Shogun vs. Henderson                           | 19 novembre 2011  | 1     | 1:17  | San José, Californie, États-Unis               | |
| Défaite       | 12-2     | Tito Ortiz               | Soumission (étranglement en guillotine) | UFC 132: Cruz vs. Faber 2                               | 2 juillet 2011    | 1     | 1:56  | Las Vegas, Nevada, États-Unis                  | |
| Défaite       | 12-1     | Jon Jones                | Soumission (étranglement en guillotine) | UFC 126: Silva vs. Belfort                              | 5 février 2011    | 2     | 4:20  | Las Vegas, Nevada, États-Unis                  | |
| Victoire      | 12–0     | Antônio Rogério Nogueira | Decision unanime                        | UFC 119: Mir vs. Cro Cop                                | 25 septembre 2010 | 3     | 5:00  | Indianapolis, Indiana, États-Unis              | |
| Victoire      | 11–0     | Keith Jardine            | KO (coup de poing)                      | UFC 110: Nogueira vs. Velasquez                         | 21 février 2010   | 3     | 2:10  | Sydney, Australie                              | |
| Victoire      | 10–0     | Eric Schafer             | Decision unanime                        | UFC 104: Machida vs. Shogun                             | 24 octobre 2009   | 3     | 5:00  | Los Angeles, Californie, États-Unis            | |
| Victoire      | 9–0      | Carmelo Marrero          | Decision unanime                        | UFC Fight Night: Condit vs. Kampmann                    | 1er avril 2009    | 3     | 5:00  | Nashville, Tennessee, États-Unis               | |
| Victoire      | 8–0      | Vinny Magalhães          | KO (coup de poing)                      | The Ultimate Fighter: Team Nogueira vs. Team Mir Finale | 13 décembre 2008  | 1     | 2:18  | Las Vegas, Nevada, États-Unis                  | Remporte la saison 8 de The Ultimate Fighter.                                                           |
| Victoire      | 7–0      | Buckley Acosta           | Soumission (étranglement bras-tête)     | XCC 6: Western Threat                                   | 5 avril 2008      | 1     | 0:47  | Reno, Nevada, États-Unis                       | |
| Victoire      | 6–0      | Brad Peterson            | Decision unanime                        | IFO: Fireworks in the Cage IV                           | 28 décembre 2007  | 3     | 5:00  | Las Vegas, Nevada, États-Unis                  | |
| Victoire      | 5–0      | Ulises Cortez            | KO (coups de poing)                     | SE: Vale Tudo                                           | 27 octobre 2007   | 1     | N/A   | Mexico, Mexique                                | |
| Victoire      | 4–0      | Dicky Chavez             | TKO (coup de poing)                     | KOTC: Unstoppable                                       | 15 septembre 2007 | 1     | 0:41  | San Carlos, Arizona, États-Unis                | |
| Victoire      | 3–0      | Tim Peacock              | TKO (coup de poing)                     | Rage in the Cage 94                                     | 9 juin 2007       | 2     | 2:50  | Camp Verde, Arizona, États-Unis                | |
| Victoire      | 2–0      | David Baggett            | Soumission (étranglement)               | Proving Grounds 1                                       | 12 mai 2007       | 1     | N/A   | George Town, Îles Caïmans                      | |
| Victoire      | 1–0      | Dave Covello             | Soumission (coups de poing)             | WFC: Desert Storm                                       | 31 mars 2007      | 1     | 2:21  | Camp Verde, Arizona, États-Unis                | |